# CSF Group-Navigare/2009
Deze pagina geeft een overzicht van de CSF Group-Navigare-wielerploeg in 2009.

## Algemene gegevens
Sponsors: CSF Group, Navigare
Algemeen manager: Roberto Reverberi
Ploegleider: Bruno Reverberi
Fietsmerk: Colnago

## Renners
| Naam                      | Geboortedatum | Nationaliteit | Ploeg 2008                      |
| ------------------------- | ------------- | ------------- | ------------------------------- |
| Fortunato Baliani         | 06-07-1974    | Italië        |                                 |
| Alessandro Bisolti        | 07-03-1985    | Italië        | Neo                             |
| Guillermo Rubén Bongiorno | 29-07-1978    | Argentinië    |                                 |
| Federico Canuti           | 30-08-1985    | Italië        |                                 |
| Tiziano Dall'Antonia      | 26-07-1983    | Italië        |                                 |
| Mauro Finetto             | 10-05-1985    | Italië        |                                 |
| Marco Frapporti           | 30-03-1985    | Italië        |                                 |
| Michele Gaia              | 27-08-1985    | Italië        | Team Barloworld (stagiair)      |
| Alan Marangoni            | 16-07-1984    | Italië        | Neo                             |
| Umberto Nardecchia        | 11-05-1981    | Italië        | Ceramica Flaminia-Bossini Docce |
| Marcello Pavarin          | 22-10-1986    | Italië        | Neo                             |
| Domenico Pozzovivo        | 30-11-1982    | Italië        |                                 |
| Mauro Richeze             | 07-12-1985    | Argentinië    |                                 |
| Maximiliano Richeze       | 07-03-1983    | Argentinië    |                                 |
| Filippo Savini            | 02-05-1985    | Italië        |                                 |
| Simone Stortoni           | 07-07-1985    | Italië        | Neo                             |
| Enrico Zen                | 02-02-1986    | Italië        | Neo                             |

## Belangrijke overwinningen
| Ronde van de provincie Grosseto 2e etappe: Marco Frapporti Hel van het Mergelland Winnaar: Mauro Finetto Wielerweek van Lombardije 5e etappe: Domenico Pozzovivo Ronde van Turkije 1e etappe: Mauro Finetto 6e etappe: Mauro Finetto Ronde van Reggio Calabria Winnaar: Fortunato Baliani |

2000 · 2001 · 2002 · 2003 · 2004 · 2005 · 2006 · 2007 · 2008 · 2009 · 2010 · 2011 · 2012 · 2013 · 2014 · 2015 · 2016 · 2017 · 2018 · 2019 · 2020 · 2021 · 2022 · 2023 · 2024 · 2025